# Коґа Таійо
Коґа Таійо (яп. 古賀 太陽; нар. 28 жовтня 1998) — японський футболіст, що грав на позиції захисника.

## Клубна кар'єра
У дорослому футболі дебютував 2017 року виступами за команду клубу «Касіва Рейсол». Протягом 2018 року на правах оренди захищав кольори клубу «Авіспа Фукуока».

## Кар'єра в збірній
Дебютував 2019 року в офіційних матчах у складі національної збірної Японії.

## Статистика виступів
| Збірна Японії | Збірна Японії | Збірна Японії |
| Рік           | Матчі         | Голи          |
| ------------- | ------------- | ------------- |
| 2019          | 1             | 0             |
| Загалом       | 1             | 0             |